# Chris Robinson (cantante)
Chris Robinson, pseudonimo di Christopher Mark Robinson (Marietta, 20 dicembre 1966), è un cantante statunitense, noto soprattutto come voce solista dei Black Crowes.

## Storia

### Black Crowes
Chris e il fratello Rich iniziarono a suonare insieme durante l'adolescenza, ispirandosi soprattutto a gruppi rock come The Faces e Rolling Stones. Negli anni ottanta fondarono un gruppo chiamato "Mr. Crowe's Garden", che si esibì in numerosi locali di Atlanta, fino a ottenere nel 1989 un contratto con l'etichetta discografica Def American. Nello stesso anno il gruppo fu ribattezzato "The Black Crowes", e pubblicò il proprio album di debutto, Shake Your Money Maker, che ottenne un buon successo. Negli anni successivi la formazione dei Black Crowes cambiò diverse volte, mantenendo però sempre Robinson come cantante. Il gruppo è ancora attivo e ha pubblicato nel 2009 l'ultimo album, Before the Frost... Until the Freeze.

### Carriera solista
Parallelamente al proprio lavoro con i Black Crowes, Chris Robinson intraprese a partire dal 2002 una propria carriera solista, che iniziò con il brano The Red Road, pubblicato come parte della colonna sonora del film The Banger Sisters. Il primo album di Robinson, The New Earth Mud, fu pubblicato nell'ottobre dello stesso anno, ottenendo recensioni molto positive. L'album, scritto e prodotto dallo stesso Robinson insieme a Paul Stacey, vedeva la partecipazione di due ex-Black Crowes, Marc Ford e Eddie Harsch. Il gruppo creato da Robinson per l'occasione, battezzato "The New Earth Mud" come l'album, iniziò un tour promozionale accompagnando artisti come Elvis Costello, Gov't Mule e The String Cheese Incident. Subito dopo il tour Robinson iniziò a lavorare al suo secondo album solista, This Magnificent Distance, pubblicato nel giugno del 2004, che ebbe un successo ancora maggiore del primo. Nello stesso anno, tuttavia, Robinson cessò la propria collaborazione con Paul Stacey e con il resto del gruppo, annunciando lo scioglimento della formazione che lo aveva accompagnato in un messaggio sul proprio sito web. Nello stesso messaggio Robinson presentò la nuova formazione che lo avrebbe accompagnato nel tour promozionale dell'album, e che comprendeva tra gli altri Audley Freed e George Reiff.

### Progetto Chris Robinson Brotherhood
Nel 2012 ha dato vita pubblicando Big Moon Ritual al progetto Chris Robinson Brotherhood che vede la partecipazione di Neal Casal alla chitarra, George Sluppick alla batteria, Mark Dutton al basso ed Adam MacDougal alle tastiere. 
A pochi mesi di distanza è ritornato con un nuovo album con i Brotherhood, Magic Door (Silver Arrow) e successivamente altri tre album.

## Vita privata
È stato sposato quattro volte: la prima con Lala Sloatman (nipote di Frank Zappa) dal 1996 al 1998. Dalla coppia è nata Lula Henrietta.
Dal 2000 al 2006 è stato invece sposato con l'attrice Kate Hudson, dalla quale nel 2004 ha avuto Ryder Russell Robinson.
Nel 2009 ha avuto un nuovo matrimonio e una nuova figlia da Allison Bridges, dalla quale ha divorziato nel 2018.
Nel 2020 ha infine sposato la quarta moglie Camille Johnson.

## Discografia

### Da solista
- 2002 - New Earth Mud
- 2004 - This Magnificent Distance
- 2004 - Live at Bonnaroo
- 2007 - Brothers of a Feather: Live at the Roxy